# Flashback: The Very Best of Moonjam
Flashback: The Very Best of Moonjam er et opsamlingsalbum fra det dansk pop-rockorkester Moonjam. Det blev udgivet i 2007 og indeholder nogle af gruppens største hits fra tidligere udgivelser.

## Spor
Disc 1
1. "Gennem Ild Og Vand"
2. "Annabella"
3. "Lunefulde Måne"
4. "Belisa"
5. "Med Ryggen Mod Muren"
6. "Den Blå Planet"
7. "Don't Hesitate"
8. "Shaida"
9. "Vi Sætter Sejl"
10. "Dr. Jekyll & Mr. Hyde"
11. "Vågner Af Drømmen"
12. "Glemmer Tid Og Sted"
13. "Ticket To Peace"
14. "Fredag Nat - Mandag Morgen"
15. "Donna"
16. "Bag De Blå Bjerge"
17. "Baby Du Har Det"
18. "Nu Tænder Vi Hinanden"
19. "Midsommernat"

Disc 2
1. "Sarai" (ny version)
2. "Two Parrots"
3. "Fuerte"
4. "Beleza"
5. "The Traveller"
6. "Anywhere Is"
7. "Beat-Less"
8. "Catwalk"
9. "Wonder Why"
10. "Dancefloor"
11. "Saxophonesong"
12. "Sweetwater"
13. "Right Here Waiting"
14. "Cartoon Club"
15. "Don't Give Up"
16. "Lullabye"
17. "Astral"
18. "Holding On"
19. "Salsa Olympia" (ny version)